# Symplocos argyi
Symplocos argyi är en tvåhjärtbladig växtart som beskrevs av H. Lév. Symplocos argyi ingår i släktet Symplocos och familjen Symplocaceae. Inga underarter finns listade i Catalogue of Life.